# 盛岡白百合学園小学校
盛岡白百合学園小学校（もりおかしらゆりがくえんしょうがっこう）は、かつて岩手県盛岡市山岸四丁目にあった私立小学校。通称は百合校（ゆりこう）。
シャルトル聖パウロ修道女会を母体とするカトリック系のミッションスクールであった。

## 沿革
- 1892年 - 盛岡市本町道り（現四ッ谷教会）に私立盛岡女学校開校
- 1956年 - 盛岡白百合学園小学校設置
- 1982年 - 盛岡市山岸へ全面移転
- 1992年 - 創立100周年記念式典挙行
- 2020年 - 児童募集停止[1]
- 2025年3月31日 - 閉校[2][3]

## 系列校
- 盛岡白百合学園中学校・高等学校
- 白百合学園小学校、白百合女子大学
- 仙台白百合学園小学校、仙台白百合女子大学

## 姉妹校
- 湘南白百合学園小学校
- 函嶺白百合学園小学校